# Deltocyathus eccentricus
Deltocyathus eccentricus är en korallart som beskrevs av Stephen D. Cairns 1979. Deltocyathus eccentricus ingår i släktet Deltocyathus och familjen Caryophylliidae. Inga underarter finns listade i Catalogue of Life.